# Kapelle St. Thaddäus (Plößberg)

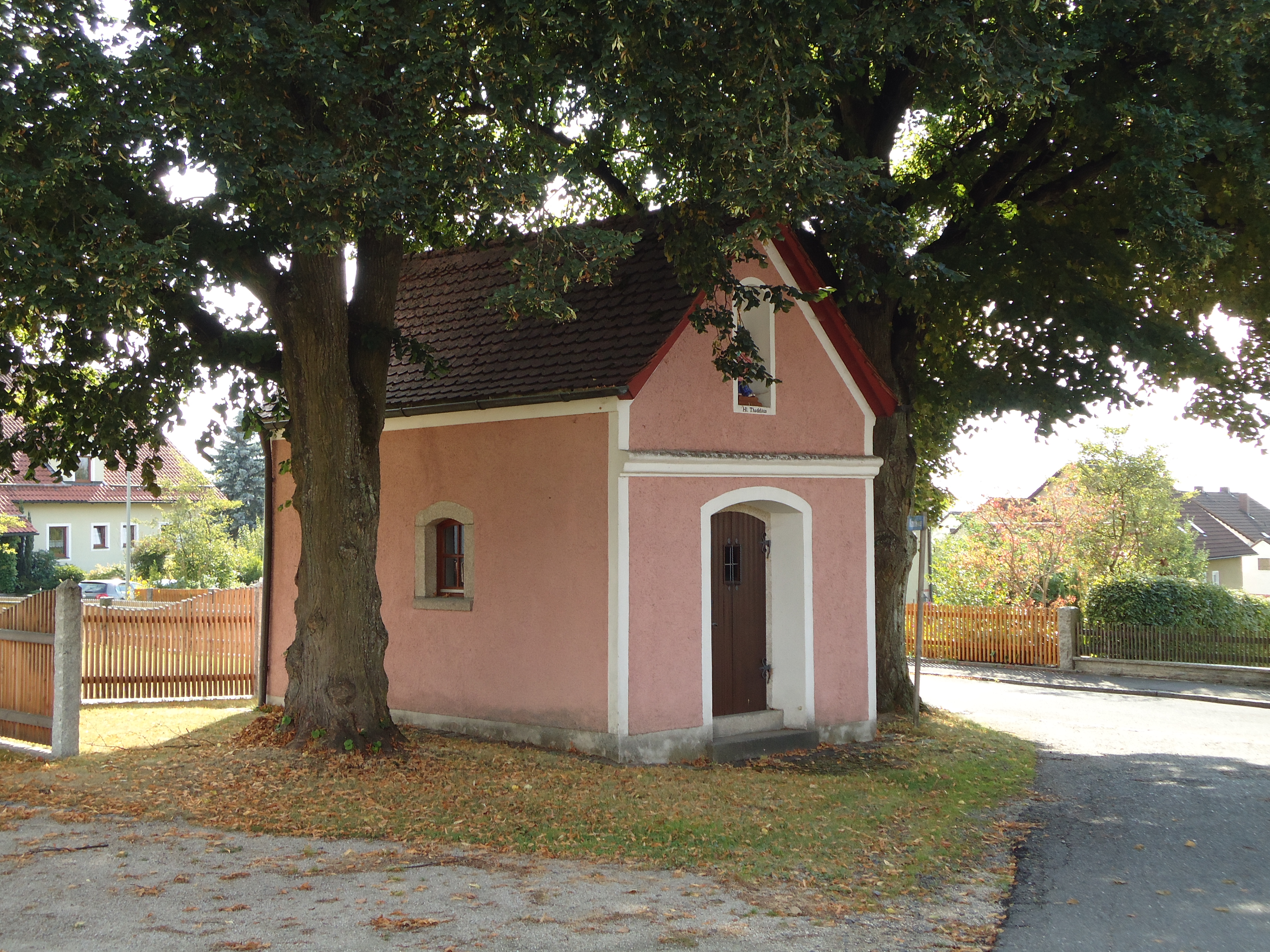
Die Kapelle St. Thaddäus

Die Kapelle St. Thaddäus auf der Schaafwiese ist eine kleine Kapelle in Plößberg in der nördlichen Oberpfalz. Erbaut im Jahr 1709, ist sie eine der ältesten Kapellen im Landkreis Tirschenreuth und steht unter Denkmalschutz.

## Geschichte
Die Kapelle auf der Schaafwiese ließ im Jahr 1709 Gräfin Anna Renate, die Ehefrau von Christoph Adam von Satzenhofen erbauen. Die Gründe für den Bau der Kapelle, die dem Judas Thaddäus geweiht ist, sind nicht bekannt. Es wird angenommen, dass die Kapelle errichtet wurde, als die Regentschaft ihres Mannes über die Hofmark Plößberg begann. Die Kapelle gehörte zum Besitz des Plößberger Schlosses, das im Zuge der Säkularisation in Bayern Anfang des 19. Jahrhunderts privatisiert wurde.
In den folgenden Jahren ging die Kapelle in den Besitz der Wirtsfamilie Lindner über. Der Plößberger Wirt Bartl Lindner kaufte das Bauwerk am 19. Dezember 1817 von seinen Eltern und führte es wahrscheinlich 1828 wieder religiösen Zwecken zu. Bartl Lindners vererbte seinen Besitz samt Kapelle seinem Sohn Johann Lindner, der das Anwesen 1862 verkaufte, die Kapelle blieb weiter in seinem Besitz.

## Beschreibung
Die Kapelle hat einen gefliesten Boden. Innen befindet sich in der linken Ecke neben dem Eingang ein eingelassener steinerner Weihwasserkessel. Es gibt Reste von Votivgaben, wie etwa ein kleines Bein aus Wachs, Wies-Votivtafeln von 1826 und Bilder vom ehemaligen Fronleichnamsaltar der Familie Bertl. Hinter dem Speisgitter vor dem Altartisch befinden sich zwei geglättete Granitwürfel, einer von beiden trägt als Inschrift die Jahreszahl 1828. Der kleine Altar mit vier Holzsäulen wurde vermutlich im 18. Jahrhundert geschaffen, das Altarbild, das die Muttergottes mit dem Jesuskind und hinter ihnen Elisabet zeigt, stammt wahrscheinlich aus dem 19. Jahrhundert.
Der kleine Bau hat einen Frontgiebel und über der hölzernen Tür ein Gesims. Jede Längsseite wurde mit einem Fenster versehen, ebenso die Türe zur Kapelle. Über der Tür befindet sich eine kleine Nische mit einer geschnitzten Figur des heiligen Judas Thaddäus.